# Gloucester, Massachusetts

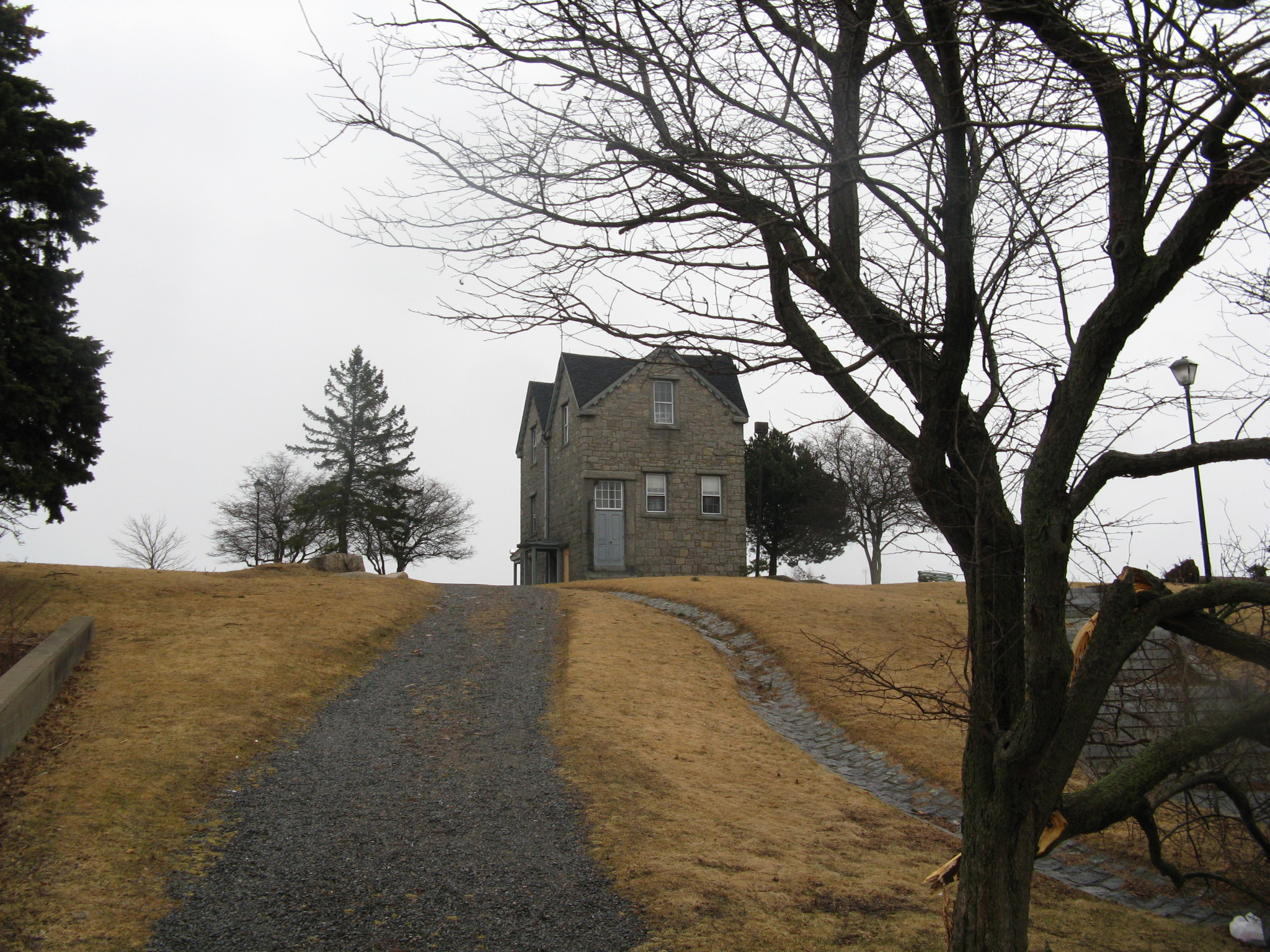

Gloucester är en stad i Essex County, Massachusetts, USA, med cirka 30 273 invånare (2000). Fiskarna i filmen Den perfekta stormen levde och verkade i denna stad och flera översiktpanoreringar visade delar av inloppet till hamnen och stadens stadssiluett.